# The Death of Slim Shady (Coup de Grâce)
The Death of Slim Shady (Coup de Grâce) — двенадцатый концептуальный студийный альбом американского рэпера Эминема. Он был выпущен 12 июля 2024 года на лейблах Shady Records, Aftermath Entertainment и Interscope Records. Продюсированием альбома занимался сам Эминем, а также Dem Jointz, Fredwreck, Cubeatz, Коул Беннетт и его постоянные коллеги Dr. Dre, Луис Ресто и другие. В альбоме представлены совместные работы с White Gold, Sly Pyper, Bizarre, JID, Dem Jointz, Ez Mil, Skylar Grey, Big Sean, BabyTron и Jelly Roll.
С альбома было выпущено три сингла: «Houdini» и «Tobey», выпущенные до релиза альбома 31 мая и 2 июля 2024 года соответственно. «Somebody Save Me» был позже выпущен как третий сингл 19 июля 2024 года.

## Предыстория
Эминем ссылался на свое альтер-эго, Slim Shady, в нескольких своих популярных песнях, таких как «My Name Is» (1999) и «The Real Slim Shady» (2000). Образ Slim Shady ассоциируется с тем, как Эминем в молодости появлялся на сцене и в клипах, в том числе с его обесцвеченными светлыми волосами. Провокационную личность Slim Shady журнал Time в 2002 году описал как «кошмарное воплощение» и «воплощением неистовой фантазии».
19 марта 2024 года давний продюсер и соавтор Dr. Dre выступил в эфире программы Jimmy Kimmel Live! с заявлением, что Эминем работает над своим следующим студийным альбомом и что альбом выйдет в 2024 году. 26 апреля, во время Драфт НФЛ 2024 в его родном городе Детройте, был показан тизер предстоящего альбома, в котором задаётся вопрос: «Кто убил Slim Shady?». Репортёр в плаще перечисляет врагов, которых Шейди нажил за годы, а рэпер 50 Cent комментирует эту личность. В тизере также использованы фрагменты песен «My Name Is», «Without Me» (2002) и «The Real Slim Shady». В конце 56-секундного видео были объявлены название альбома и предполагаемая дата его выхода с возможностью предзаказа.
Фальшивый некролог о Slim Shady появился в номере газеты Detroit Free Press от 13 мая как промоакция альбома. На фото Эминем изображён в комбинезоне и хоккейной маске как Slim Shady, а в некрологе говорится: «В конце концов, те самые инструменты, которые он использовал, стали визитными карточками, определившими существование, которое могло закончиться только внезапным и ужасным концом. Его сложное и мучительное существование подошло к концу, и наследие, которое он оставляет после себя, не ближе к решению, чем то, как персонаж покинул этот мир. Пусть в загробной жизни он по-настоящему обретёт мир, который не смог найти на Земле».
21 мая 2024 года Эминем сделал загадочный пост в своих социальных сетях, содержащий видео с чатом в iMessage, адресованным «Всем контактам» с сообщением «…и это мой последний трюк!». Эминем изменил свои профили в социальных сетях, чтобы они соответствовали эмодзи кролика в шляпе, использованному в посте. После этого поста фанаты начали выражать в социальных сетях свои беспокойства и теории о возможном уходе Эминема на пенсию.
9 июля 2024 года Эминем опубликовал обложку альбома на своих страницах в социальных сетях, за 3 дня до выхода альбома. 11 июля 2024 года Эминем опубликовал в X «общественное заявление», в котором утверждалось, что альбом является «концептуальным», и посоветовал фанатам слушать песни в порядке их следования.

## Синглы
28 мая 2024 года Эминем опубликовал совместное видео с иллюзионистом Дэвидом Блейном. В видео показан FaceTime-разговор между Эминемом и Блейном, где первый просит помощи и говорит, что хочет сделать «волшебный трюк», на который последний отвечает бокалом вина. В конце видео показывается короткий инструментальный фрагмент песни «Houdini» с названием песни и датой выхода. Песня была выпущена 31 мая 2024 года в качестве ведущего сингла вместе с сопровождающим музыкальным видео. Сингл имел коммерческий успех, достигнув первого места в двенадцати странах и в Global 200.
28 июня 2024 года Эминем опубликовал тизер второго сингла под названием «Tobey», совместного трека с американскими рэперами Big Sean и BabyTron. В коротком чёрно-белом клипе Эминем изображён в маске Джейсона с бензопилой, стоящим рядом с приглашёнными артистами, в то время как на заднем плане играет инструментальный фрагмент. Песня была выпущена 2 июля. Музыкальное видео от Lyrical Lemonade на этот трек было выпущено 8 июля, после трёхдневной задержки из-за проблем с производством.
19 июля 2024 года, через неделю после выхода альбома, песня «Somebody Save Me» с участием Jelly Roll была выпущена на стриминговых сервисах в качестве третьего сингла.

## Отзывы
| Совокупная оценка   | Совокупная оценка |
| Источник            | Оценка            |
| ------------------- | ----------------- |
| AnyDecentMusic?     | 4,9/10            |
| Metacritic          | 48/100            |
| Оценки критиков     |                   |
| Источник            | Оценка            |
| Clash               | 5/10              |
| The Daily Telegraph | [ 19 ]            |
| Financial Times     | [ 20 ]            |
| The Guardian        | [ 21 ]            |
| HipHopDX            | 1.3/5             |
| The Independent     | [ 23 ]            |
| Louder              | [ 24 ]            |
| Pitchfork           | 4.8/10            |
| Rolling Stone       | [ 26 ]            |
| Sputnikmusic        | 3.7/5             |

Согласно агрегатору рецензий Metacritic, альбом The Death of Slim Shady (Coup de Grâce) получил «смешанные или средние отзывы» на основе взвешенной средней оценки 48 из 100 от 14 критиков. Detroit Free Press дал альбому положительный отзыв, написав: «Продакшн плотный, игра слов неизменно остроумна, вокальный поток уверенный и универсальный». При этом добавив, что альбом находится в той же лиге, что и его предыдущие альбомы, The Eminem Show и Encore, последний из которых буквально, поскольку трек «Brand New Dance» был в значительной степени записан в 2004 году. Complex заявил, что альбом это «просто винтажное дерьмо Slim Shady». Billboard отметил, что лучшая композиция в альбоме — «Somebody Save Me», назвав её «слезливым завершением пути Slim Shady».
Clash заявил, что «The Death of Slim Shady (Coup de Grace) не совсем ощущается как конец, но и не ощущается как продолжение», а позже отметил, что альбом включает в себя некоторые из лучших рэп-исполнений Эминема за последние десятилетия. Тем временем The Independent дал альбому две звезды из пяти, заявив, что «если [альбом] был задуман, чтобы Мэтерс мог съесть свой торт и оставить его целым — чтобы позволить себе прежние, намеренно оскорбительные игры слов под видом борьбы с образом Shady внутри, — реальность оказалась худшим из обоих миров». Пишущий для The Daily Telegraph Нил Маккормик описал альбом как «смешной, шокирующий, противоречивый, совершенно возмутительный, оскорбительный, сентиментальный, умный, тупой и иногда даже (прошепчем это) мудрый».
Rolling Stone сделал вывод: «Он всё ещё молод — едва перешагнул за пятьдесят — но испытывает странную гордость, цепляясь за мнения, сформировавшиеся в его подростковом возрасте, и делая их своей основной точкой зрения. Всё ещё винит в своих проблемах женщин, боится трансгендерных людей, возмущён идеей, что странные люди делают странные вещи, всё ещё жалуется на свою мать? Он умоляет, что его отменила аудитория, которая о нём не думает, и не знает, что он думает о ней».

## Коммерческий успех
В США альбом дебютировал на первом месте в хит-параде Billboard 200 с тиражом 281 000 эквивалентных единиц альбома. В Великобритании альбом также дебютировал на вершине чарта с продажами 45 000 единиц. The Death of Slim Shady (Coup de Grâce) стал одиннадцатым альбомом Эминема номер один в США и Великобритании.

## Список композиций
| №                   | Название                                     | Автор(ы) | Продюсер(ы)                                                  | Длительность |
| ------------------- | -------------------------------------------- | --- | ------------------------------------------------------------ | ------------ |
| 1.                  | «Renaissance»                                | Marshall Mathers III Luis Resto | Eminem Resto [a]                                             | 1:38         |
| 2.                  | «Habits» (при уч. White Gold)                | Mathers Resto Bobby Yewah L. Kråkm | White Gold Eminem [a] Narza [b]                              | 4:58         |
| 3.                  | «Trouble»                                    | Mathers Farid Nassar Dwayne Abernathy Jr. | Fredwreck Dem Jointz                                         | 0:42         |
| 4.                  | «Brand New Dance»                            | Mathers Resto | Eminem Resto [a]                                             | 3:27         |
| 5.                  | «Evil»                                       | Mathers Resto Donald Cannon Tim Gomringer Kevin Gomringer                                                                                      | Don Cannon Cubeatz Eminem [a]                                | 3:50         |
| 6.                  | «All You Got» (skit)                         | Mathers Resto | Eminem                                                       | 0:24         |
| 7.                  | «Lucifer» (при уч. Sly Pyper)                | Mathers Andre Young Thomas Cheval Resto Sly Jordan Andres Holten Hans van Hemert                                                               | Доктор Дре Callus Eminem [a]                                 | 4:22         |
| 8.                  | «Antichrist» (при уч. Bizarre)               | Mathers Resto Shane Webb Руфус Джонсон | Eminem Resto [a] Foulmouth [b]                               | 5:14         |
| 9.                  | «Fuel» (при уч. JID)                         | Mathers Resto Denaun Porter Harrison Le Mon Bey Thomas Forbes Destin Route                                                                     | Mr. Porter Eminem [b]                                        | 3:34         |
| 10.                 | «Road Rage» (при уч. Dem Jointz и Sly Pyper) | Mathers Resto Young Abernathy S. Jordan Байрон Томас Terius Gray                                                                               | Dem Jointz Dr. Dre Eminem [b]                                | 3:38         |
| 11.                 | «Houdini»                                    | Mathers Resto Steve Miller Jeff Bass Kevin Bell Anne Dudley Trevor Horn Malcolm McLaren                                                        | Eminem Resto [b]                                             | 3:47         |
| 12.                 | «Breaking News» (skit)                       | Mathers Resto | Eminem                                                       | 0:37         |
| 13.                 | «Guilty Conscience 2»                        | Mathers Resto Nassar Abernathy | Fredwreck Dem Jointz Eminem                                  | 5:26         |
| 14.                 | «Head Honcho» (при уч. Ez Mil)               | Mathers Resto Ezekiel Miller Jameil Aossey | Eminem Ez Mil [b] Aossey [b] Resto [b]                       | 3:55         |
| 15.                 | «Temporary» (при уч. Скайлар Грей)           | Mathers Resto Holly Hafermann | Скайлар Грей Eminem [a]                                      | 4:58         |
| 16.                 | «Bad One» (при уч. White Gold)               | Mathers Resto Yewah | Eminem Resto [b]                                             | 4:30         |
| 17.                 | «Tobey» (при уч. BabyTron and Big Sean)      | Mathers Resto Sean Anderson James Johnson IV Cole Bennett Daniyel Weissmann John Nocito Carlton McDowell Marvin Jordan Julian Harris Tom Kahre | Daniyel Bennett McDowell Nocito Car!ton Marvy Ayy Eminem [b] | 4:45         |
| 18.                 | «Guess Who's Back» (skit)                    | Mathers | Eminem                                                       | 1:03         |
| 19.                 | «Somebody Save Me» (при уч. Jelly Roll)      | Mathers Resto Emile Haynie Benjamin Levin David Ray Stevens Jelly Roll                                                                         | Benny Blanco Emile Eminem [b]                                | 3:50         |
| Общая длительность: | Общая длительность:                          | Общая длительность: | Общая длительность:                                          | 64:28        |

| №                   | Название                          | Автор(ы)                                | Продюсер(ы)               | Длительность |
| ------------------- | --------------------------------- | --------------------------------------- | ------------------------- | ------------ |
| 20.                 | «Kyrie & Luka» (при уч. 2 Chainz) | Mathers Tauheed Epps Christopher Martin | DJ Premier                | 4:13         |
| 21.                 | «Like My Shit»                    | Mathers David Doman                     | Eminem D.A. Got That Dope | 3:49         |
| Общая длительность: | Общая длительность:               | Общая длительность:                     | Общая длительность:       | 72:30        |

#### Использованные сэмплы
- «Habits» содержит отрывки из эпизода «Южного парка» «Safe Space».
- «Lucifer» содержит сэмпл из песни «Land of Milk and Honey», написанной Андресом Холтеном и Хансом ван Хемертом и исполненной Mouth and MacNeal.
- «Road Rage» содержит интерполяции из песни «Ha», написанной Териусом Греем и Байроном Томасом и исполненной Juvenile.
- «Houdini» содержит сэмпл из песни «Abracadabra», написанной Стивом Миллером и исполненной Steve Miller Band, а также интерполяцию из песни «Without Me», написанной Джеффом Бассом, Кевином Беллом, Энн Дадли, Тревором Хорном, Маршаллом Мэтерсом и Малкольмом Маклареном и исполненной Эминемом.
- «Somebody Save Me» содержит сэмпл из песни «Save Me», написанной Дэвидом Рэем Стивенсом и исполненной Jelly Roll.
- «Kyrie & Luka» содержит сэмпл из песни «Move the Crowd», написанной и исполненной Eric B. & Rakim.

#### Музыканты
- Эминем — вокал
- Луис Ресто — клавишные (треки 1, 2, 4-13, 15-17, 19)
- Sly Pyper — дополнительный вокал (трек 2)
- Dem Jointz — гитара, клавишные (трек 3)
- Стив Кинг — гитара (трек 4)
- Кёрт Чеймберс — бас-гитара, гитара (трек 7)
- R Palmer — разговорный вокал (трек 7)
- Bizarre — дополнительный вокал (трек 8)
- Трейси Нельсон — дополнительный вокал (трек 8)
- Teeba — бас-гитара (трек 9)
- JRGotTheHits — ударные (трек 9)
- Cocoa Sarai — дополнительный вокал (трек 10)
- Дэвид «Preach» Балфур — клавишные (трек 10)
- Стив Миллер — дополнительный вокал (трек 11)
- Девин Скиллиан — ведущий новостей (трек 12)
- Кимберли Гилл — ведущая новостей (трек 12)

#### Техничные специалисты
- Брайан «Big Bass» Гарднер — мастеринг (трек 1)
- Майк Стрейндж — сведение (треки 1-6, 8, 9, 12-17), инженерия (все треки)
- Стив Кинг — сведение (трек 4)
- Dr. Dre — сведение (треки 7, 10, 11)
- DJ Premier — инженерия (трек 20)
- Тони Кампана — инженерия
- Dem Jointz — инженерия (трек 3)
- Дон Каннон — инженерия (трек 5)
- Квентин «Q» Гилки — инженерия (треки 7, 11)
- Фредрек — инженерия (треки 7, 11)
- Лола Ромеро — инженерия (треки 7, 11)
- Джеймс Джонсон — инженерия (трек 17)
- Милан Беккер — инженерия (трек 17)
- Том Кахр — инженерия (трек 17)
- Джеффри «Champ» Масси — помощь в инженерии (треки 7, 11)
- Джереми Зумо Колли — помощь в инженерии (треки 7, 11)

## Чарты

### Еженедельные чарты
| Чарт (2024)                          | Высшая позиция |
| ------------------------------------ | -------------- |
| Австралия (ARIA)                     | 1              |
| Австралия (Hip Hop/R&B Albums, ARIA) | 1              |
| Бельгия/Фландрия (Ultratop)          | 1              |
| Бельгия/Валлония (Ultratop)          | 1              |
| Нидерланды (Album Top 100)           | 1              |
| Финляндия (Suomen virallinen lista)  | 1              |
| Германия (Offizielle Top 100)        | 2              |
| Исландия (Plötutíðindi)              | 3              |
| Ирландия (Irish Albums Chart)        | 1              |
| Италия (FIMI)                        | 8              |
| Япония (Digital Albums, Oricon)      | 6              |
| Япония (Hot Albums, Billboard Japan) | 39             |
| Литва (AGATA)                        | 4              |
| Новая Зеландия (RMNZ)                | 1              |
| Норвегия (VG-lista)                  | 1              |
| Шотландия (Scottish Albums Chart)    | 39             |
| Швейцария (Schweizer Hitparade)      | 1              |
| Великобритания (UK Albums Chart)     | 1              |
| Великобритания (UK R&B Albums Chart) | 1              |
| США (Billboard 200)                  | 1              |